# Heroes & Generals
| Системные требования | Системные требования                                                  | Системные требования                                                            |
| -------------------- | --------------------------------------------------------------------- | ------------------------------------------------------------------------------- |
|                      | Минимальные                                                           | Рекомендуемые                                                                   |
| Windows              |                                                                       |                                                                                 |
| ОС                   | Windows Vista                                                         | Windows 7, 8, 10                                                                |
| ЦПУ                  | двухъядерный 2 GHz c SSE3                                             | Intel i5 / AMD Phenom II X6                                                     |
| Объём ОЗУ            | 3 GB                                                                  | 4 GB                                                                            |
| Место на диске       | 2 GB                                                                  | 3 GB                                                                            |
| Видеокарта           | DirectX 10-совместная, ATI HD 4810/Nvidia 9600GT с 512 mb видеопамяти | DirectX 11, DirectX 12-совместная, NVIDIA GeForce GTX 560/AMD HD 6870 или лучше |
| Звуковая плата       | DirectX-совместимая                                                   | DirectX-совместимая                                                             |
| Сеть                 | Широкополосное подключение к интернету                                | Широкополосное подключение к интернету                                          |
| Устройства ввода     | клавиатура и мышь                                                     | клавиатура и мышь                                                               |

Heroes & Generals WWII (с англ. — «Герои и Генералы Второй мировой») — компьютерная игра в жанре шутера от первого лица и стратегии в реальном времени, разработанная Reto-Moto. С 11 июля 2014 была в раннем доступе, переведена на стадию релиза 23 сентября 2016. Вошла в Топ-3 самых популярных игр Steam 2014 года, к началу 2016 года имела 7 миллионов игроков.
Игра включает в себя пехотные подразделения, танки, самолёты и наземные транспортные средства периода Второй мировой войны. В игре присутствует разнообразный европейский ландшафт, от полей в сельских местностях до городов.
4 февраля 2022 года компания TLM Partners объявила, что приобрела игру и связанные с ней продукты у Reto-Moto, а 25 февраля 2022 года датская студия Reto-Moto подала заявление о банкротстве.
25 мая 2023 года прекращена поддержка официальных серверов игры.

## Игровой процесс
Игра является командной, цель игры состоит в установлении контроля над территорией (domination) командой своей фракции. Для этого надо захватывать и удерживать контрольные точки. Игроки могут возрождаться на точках, захваченных своей командой. Отличие режима «контроль территории» этой игры от других игр в том, что расположение точек на карте имеет древовидную структуру: есть точки на ветвях и есть точки центров ветвей. Точки захватываются по порядку. Если одна команда захватывает точки всей ветки до конца, то другая команда больше не может на этой ветке возрождаться, но захват центров ветвей сбрасывает захват командой противника всех точек этих ветвей.
На данный момент в игре присутствуют три военные фракции: США, Германия и СССР. Игрок может покупать бойцов этих фракций и развивать их. Есть возможность создавать группы бойцов, тем самым позволяя играть с друзьями.
Бюджет игрока имеет три типа: «кредиты» — зарабатываемые во время боя, «золото» — покупаемое за настоящие деньги, «денежные средства» — зарабатываемые за игру на глобальной карте и используемые в стратегическом режиме.
Heroes and Generals ориентирована на игру в стиле экшен, а не стелс или тактический шутер, хотя имеет возможности игр этих жанров. Поскольку физика игры не позволяет скрываться дольше нескольких минут: почти все выстрелы — трассирующие, противник увиденный игроком помечается для всей команды, слышны шаги и перезарядка оружия солдат за стеной, после смерти показывается местоположение игрока-убийцы (если нет соответствующего умения это скрывать).

### Классы бойцов и режимы игры
Имеется два основных режима игры:
- «Инсценировка» — примерно равные по уровню и составу команды. В мае 2016 было добавлено три подвида режима: на малой карте только для пехоты, на средней с бронетехникой, и на больших картах с самолётами и парашютистами[12].
- «Война» — состав команд управляется игроками-офицерами. При переходе в режим «Войны», игрок должен выбрать сторону, сменить которую можно будет только при начале следующей войны. Длительность «войны» зависит от самих игроков, занимая несколько дней.

На основном экране игры имеются две вкладки, соответствующие названию игры: «герои» и «генералы». На первой — всё связанное с режимом шутер, на второй — стратегическая карта «войны», где игроки-офицеры распределяют ресурсы для бойцов и техники по регионам. Для iOS и Apple есть гаджет, показывающий состояние карты.
Игрок начинает игру пехотинцем. По мере зарабатывания очков опыта получает новые «звания», и по мере частоты использования определённых типов оружия или тактики — «нашивки», открывающие доступ к улучшению оружия или более хорошему оружию данного типа. В процессе игры можно дослужиться до младшего офицера.
С достижением определённых уровней званий бойца можно купить бойца другого типа войск: танкист, лётчик, десантник (парашютист), разведчик (снайпер), генерал (не участвует в экшен режиме).
Таким образом боец получает доступ к соответствующему оружию и технике,. Возможно сразу купить бойцов определённого рода войск и звания.
Есть несколько видов штурмовых групп: 1. Охрана (3 игрока). 2. Пехота (6 игроков, охрана от пехоты не отличается, только количеством игроков) 3. Разведка (3 игрока) 4. Десант (6 игроков) 5. Бронетехника (3 игрока). 6. Боевая Эскадрилья (4 игрока)
Разновидности оружия и техники зависят от фракции. Оружие и технику можно улучшать по мере игры им. Для техники можно приобрести улучшенные снаряды (бронебойные и фугасные), установить ящики с припасами для пехоты. Оружие можно улучшить различными его компонентами, на некоторое оружие возможно поставить оптику.
Практически на всей технике можно перевозить пехоту. Некоторый транспорт и танки оборудованы пулемётами, за которые может сесть союзный стрелок. Чужую покинутую технику можно захватывать, это занимает около минуты. Повреждённую технику можно чинить гаечным ключом.

## История разработки
- 10 октября 2011 был анонсирован трейлер альфа-версии игры на сайте GameTrailers[7].
- 11 июля 2014 игра стала доступна в раннем доступе в Steam[18].
- По статистике весны 2015 года игра вошла в Топ-3 самых популярных игр Steam 2014 года[5]. 13 мая 2015 число зарегистрированных игроков превысило 5 миллионов, и игра находилась в Топ-10 самых популярных игр Steam[19].
- 12 февраля 2016 число игроков достигло 7 миллионов[6]
- 15 июня 2016 разработчики выпустили обновление с отказом от поддержки DirectX 9 и переходом на DirectX 12, став первой MMOG-игрой по умолчанию поддерживающей эту технологию[20]. В обновлении был оптимизирован видео-движок и заявлялось об увеличении частоты кадров на 5-15 %, а на компьютерах с DirectX 12 ещё на 10-15 %. Также внедрён новый режим сглаживания Temporal Anti-Aliasing (TAA). Однако на следующий день поддержка DirectX 12 была отключена из-за возникших проблем у большинства игроков[21].
- 23 сентября 2016 игра переведена на стадию релиза[4].

## Продолжение
31 января 2023 года была анонсирована новая игра, Heroes & Generals 2: The Next War, вместе с её проектом на Kickstarter, который был открыт 13 февраля того же года. 14 апреля 2023 года проект на кикстартере был признан несостоявшимся, а TLM Games начала поиск издателя. По заявлениям разработчика, разработка продолжения велась на движке Unreal Engine 5.